# Oplink Communications
Oplink Communications LLC — разработчик, производитель и поставщик оптоволоконных компонентов, включая такие компоненты, как коммутаторы, маршрутизаторы, мониторы мощности, усилители, передатчики и приёмники. Главный офис Oplink расположен во Фримонте, штат Калифорния, имеет R&D центр, производство в Китае и Тайване.

## История
Компания была основана в Сан-Хосе, штат Калифорния, в 1995 году. В 2000 году Oplink перенесла свое производственное предприятие из Сан-Хосе в зону свободной торговли в Чжухай, Китай стала публичной (Nasdaq: OPLK) в 2000 году с первичным публичным размещением 13,7 млн акций по цене 18 долларов за акцию. В 2004 году Oplink перенесла свою штаб-квартиру в Фримонт, штат Калифорния. Koch Industries приобрела Oplink за 445 миллионов долларов в декабре 2014 года. Юридическое лицо - Oplink Communications LLC. Oplink в настоящее время принадлежит Molex, глобальной компании по производству электронных компонентов и дочерней компании Koch Industries.

## Слияния и поглощения
- В 2001 году Oplink Communications приобрела частную компанию Aurora Photonics, поставщика перестраиваемых акустооптических устройств, которая обладает 6-ю фундаментальными патентами акусто-оптической технологии.[9].
- Oplink приобрела Optical Communication Products, Inc. (Nasdaq: OCPI) для 85,3 млн. В 2007 году.[10][11][12]
- Koch Industries приобрел Oplink за 445 миллионов долларов в 2014 году.[7][8]